# علف مرداب
علف برکه (نام علمی: Elodea canadensis) نام یک گونه از سرده علف‌آبزیان است.

## نگارخانه

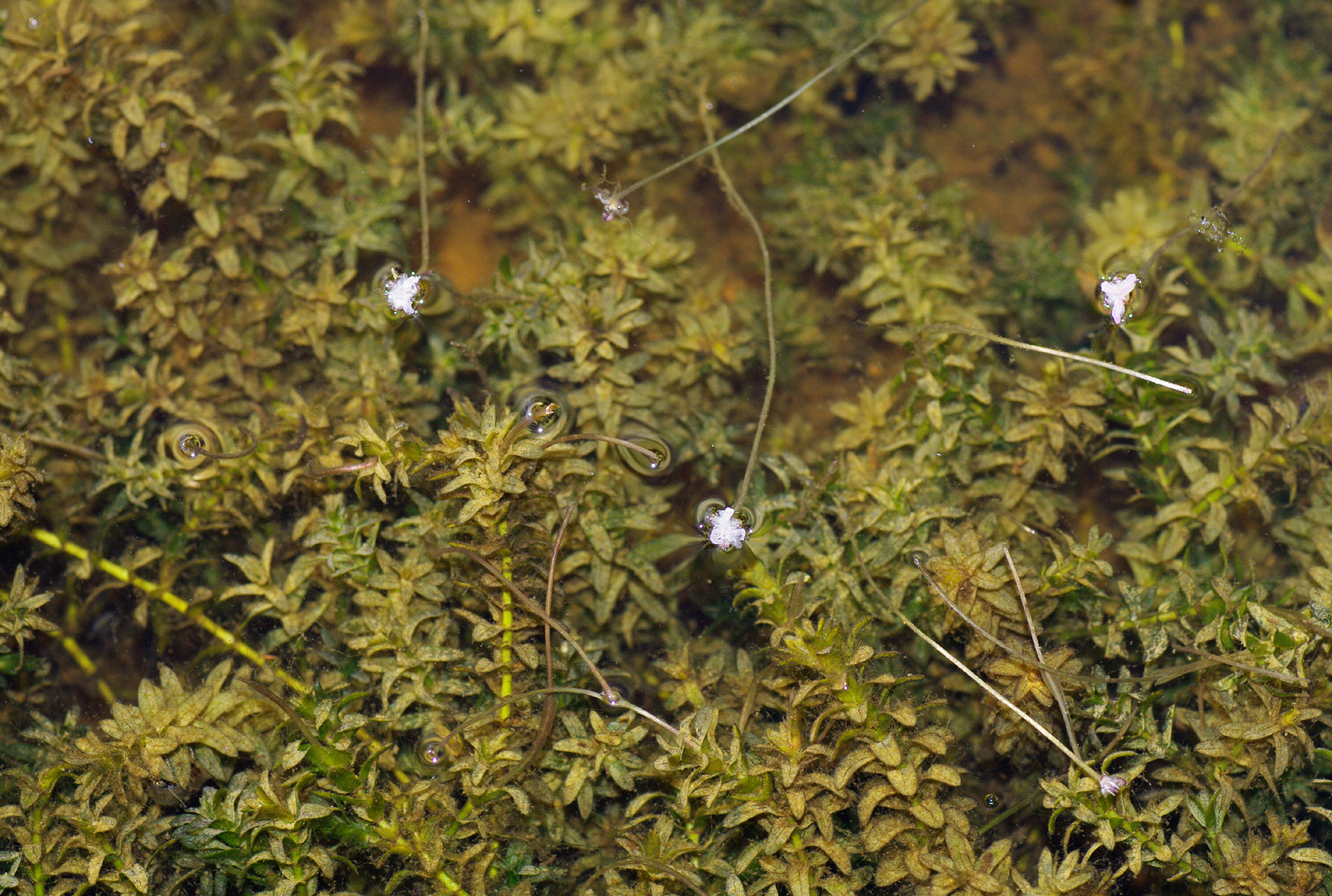
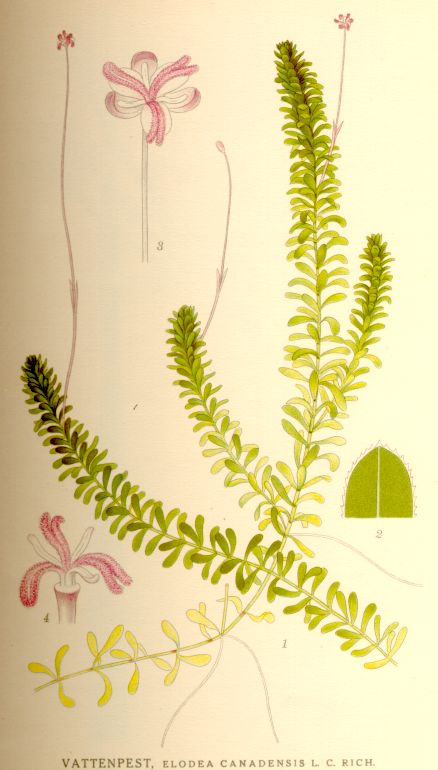
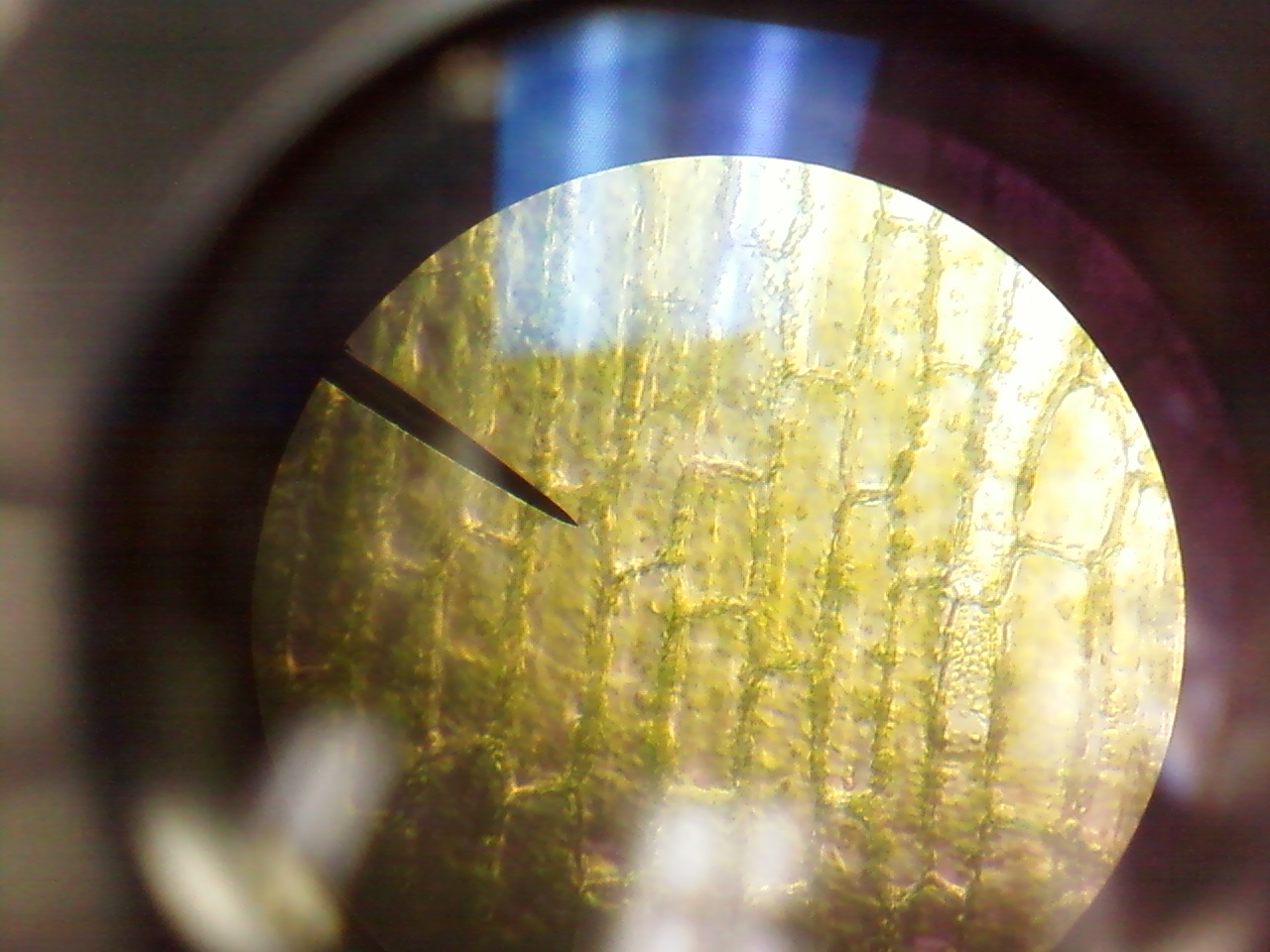